# Helmer Larsson
Lars Helmer Larsson, född 9 juni 1909 i Bergsjö församling, Gävleborgs län, död 14 april 1991 i Hudiksvalls församling, Gävleborgs län, var en svensk fiolspelman.

## Biografi
Helmer Larsson föddes i Norrgimma i Bergsjö socken och började spela som barn under sin far Lars-Olof Larssons överinseende. I ungdomen var det mest gammeldansmusik som gällde, men sedan han hade flyttat till Hudiksvall 1937 återupptog han de låtar han hört sin far spela. Som tur var lärde han sig även noter och tecknade ned alla de låtar han kom ihåg efter fadern. Han tecknade även upp låtar efter många andra spelmän från trakten och är tillsammans med Pelle Schenell och Helge Nilsson den som räddat flest Nordanstigslåtar från glömskan.
Helmer Larsson var även tidvis medlem i Bergsjöbygdens spelmanslag och startade även upp ett spelmanslag i Hudiksvall. Han spelades även in av Svenskt visarkiv.